# Kirche zu Fahrenstedt-Böklund

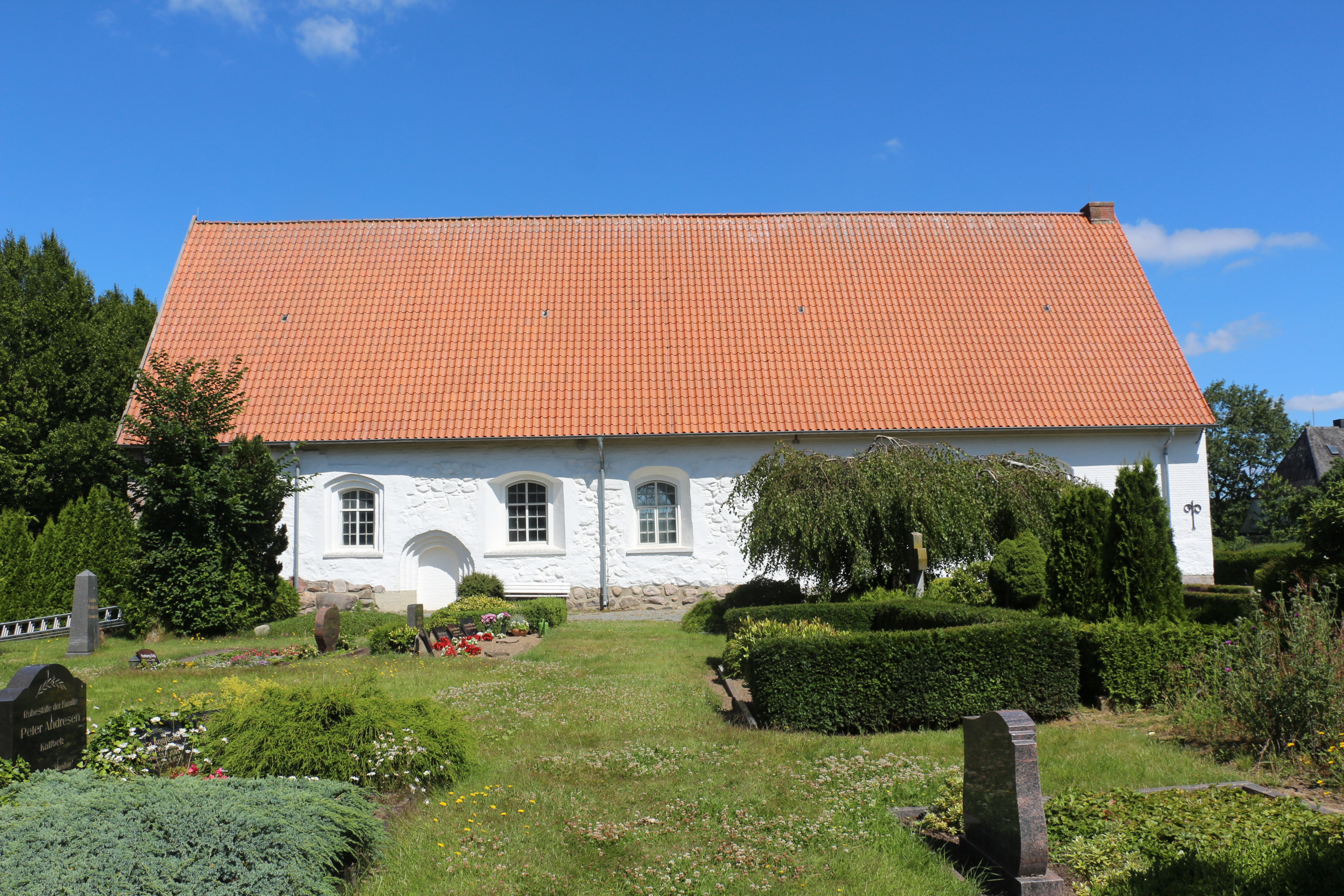
Die Böklunder Kirche von Süden mit dem freigelegten zugemauerten Südportal

Die Kirche zu Fahrenstedt in Böklund liegt im Ortsteil Fahrenstedt der Gemeinde Böklund. Die denkmalgeschützte Saalkirche aus dem 13. Jahrhundert ist seit dem 1. Oktober 2021 eine der Kirchen der Kirchengemeinde Angeln-Süd innerhalb der evangelisch-lutherischen Kirche in Norddeutschland.

## Geschichte
Die im 13. Jahrhundert errichtete romanische Feldsteinkirche in Nord-Fahrenstedt gehört zu den mittelalterlichen Kirchen in Angeln. Sie wurde am Übergang über die Wellspanger Au, die aus dem Langsee herausfließt, errichtet und befand sich damit vermutlich am Weg von Schleswig zur ältesten Kirche der Struxdorfharde, der St.-Georgs-Kirche in Struxdorf. Welchem Heiligen die Kirche geweiht war, ist nicht mehr bekannt. Erst nach dem Kirchbau bildete sich eine Ortschaft rund um die Kirche. Schon im Mittelalter teilte sich die Kirche den Geistlichen mit der St.-Jakobus-Kirche von Uelsby. Der freistehende Glockenstapel geht auf das Jahr 1595 zurück, dessen heutige Glocken 1921 die Glockengießerei in Apolda schuf; das Geläut wurde bis 1986 per Hand betrieben.
Um 1600 wurde die Balkendecke im Kirchenschiff ausgemalt, das man 1623 nach Westen erweiterte. Verwendet wurde dabei Baumaterial, u. a. das Gebälk des Dachstuhls, von der 1523 letztmals erwähnten und irgendwann in dem Jahrhundert danach abgetragenen Kirche von Stolk, deren Pfarrgebiet dem Böklunder Kirchspiel zugeschlagen wurde. Auch das in die Südwand vermauerte romanische Tympanon, auf dem sich ein Lindwurm erkennen lässt, entstammte der Stolker Kirche.
1772 wurden die Fenster der Südwand vergrößert. 1787 wurde die Kirche „verbessert“. Dabei wurde der mittelalterliche Chor abgetragen und die Kirche nach Osten verlängert, damit die neue Orgel auf einer Empore hinter dem Altar Platz finden konnte. Weitere Sanierungen und Umbauten fanden in den Jahren 1843/1847 und 1863/1864 statt. Die 1863/64 eingezogene Gipsdecke wurde 1965 ebenso entfernt wie Nordempore und Baronstuhl. Die letzte Sanierung wurde März 2010 abgeschlossen. Feuchtigkeitsschäden an Dach und Mauer wurden beseitigt, die Giebelwand im Westen erneuert, das Westportal vergrößert und die alten Portale in der Süd- und Nordwand und die Fensternische in der Südwand freigelegt.

## Ausstattung
Das älteste Ausstattungsstück ist das Triumphkreuz, das Ende des 15. Jahrhunderts vermutlich in einer Schleswiger Werkstatt geschnitzt wurde. Die Assistenzfiguren Maria und Johannes stellte D. Bieber 2002 aus Pappmaché her.
Das übrige Inventar stifteten größtenteils die Gutsherren Clementsen von Gut Fahrenstedt. Der Altar von 1607 ist ein Werk aus der Ringerink-Werkstatt. In dem Spätrenaissance-Aufbau befinden sich gleich zweimal die Wappen der Struxdorfharde (Eichenblatt, links) und der Gutsherren (Wasserrad, das die Mühle an der Wellspanger Au symbolisiert). Das Altarbild, das eine Kreuzigungsszene zeigt, malte 1763 E. Ceder. Wohl ebenfalls aus der Ringerink-Werkstatt stammt die geschnitzte Kanzel, deren fünfseitiger Korb die Geburt Christi, seine Taufe, Kreuzigung, Auferstehung und Himmelfahrt zeigt. Der niederdeutsche Text unterrichtet darüber, dass die Kanzel aus dem Nachlass des 1604 mit 30 Jahren unverheiratet verstorbenen Clemens Clementsen gestiftet wurde. Auch die Taufe samt Taufdeckel stifteten 1615 Mitglieder der Familie Clementsen. Der hölzerne Pokal wird von den vier Evangelisten getragen.
Die Orgelempore wurde 1787 eingezogen. 1866/67 erstellte Marcussen & Søn eine neue Orgel, die in den 1960er Jahren durch eine Orgel der Firma H.O. Paschen Orgelbau aus Kiel ersetzt wurde.

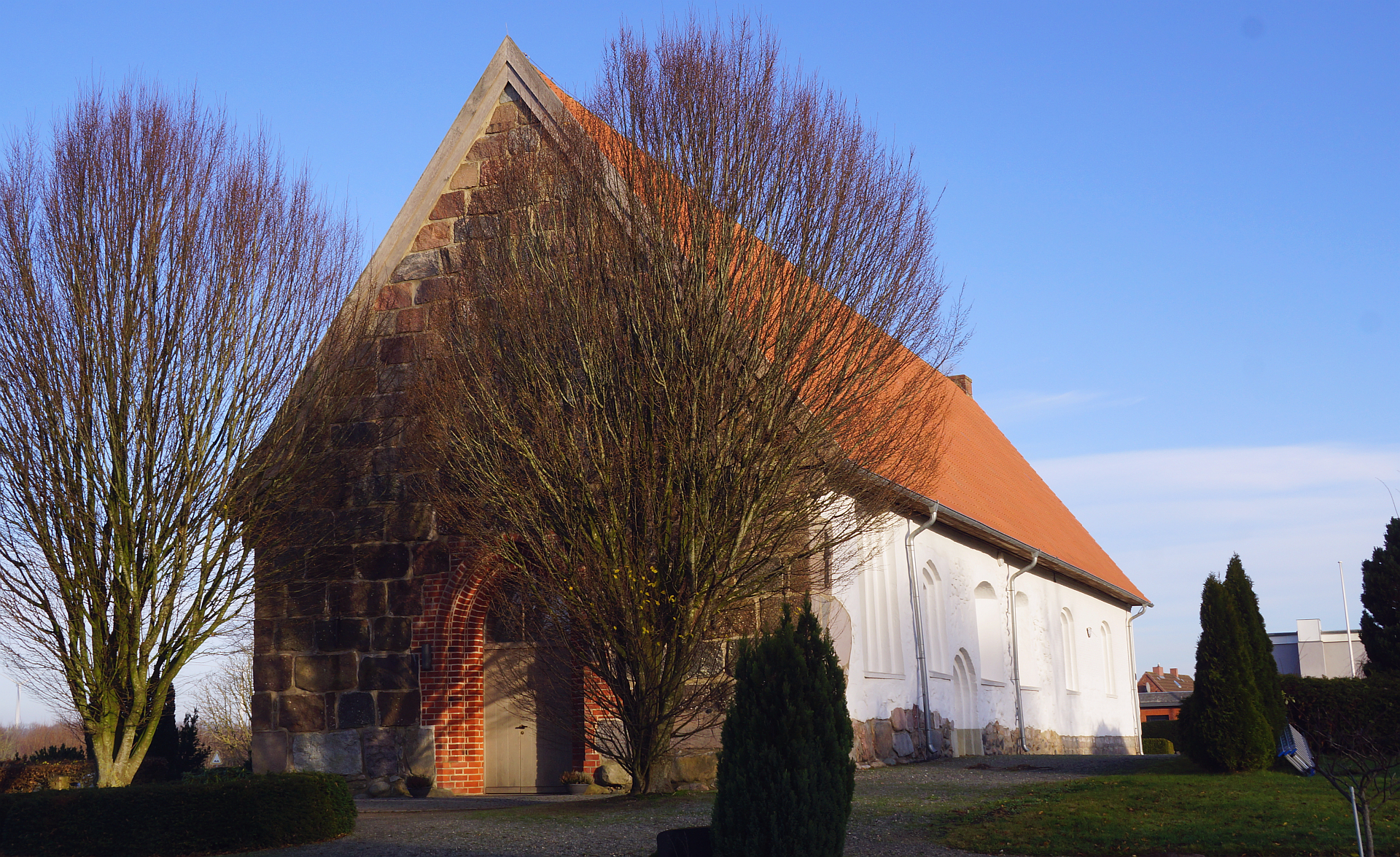
Westseite der Kirche
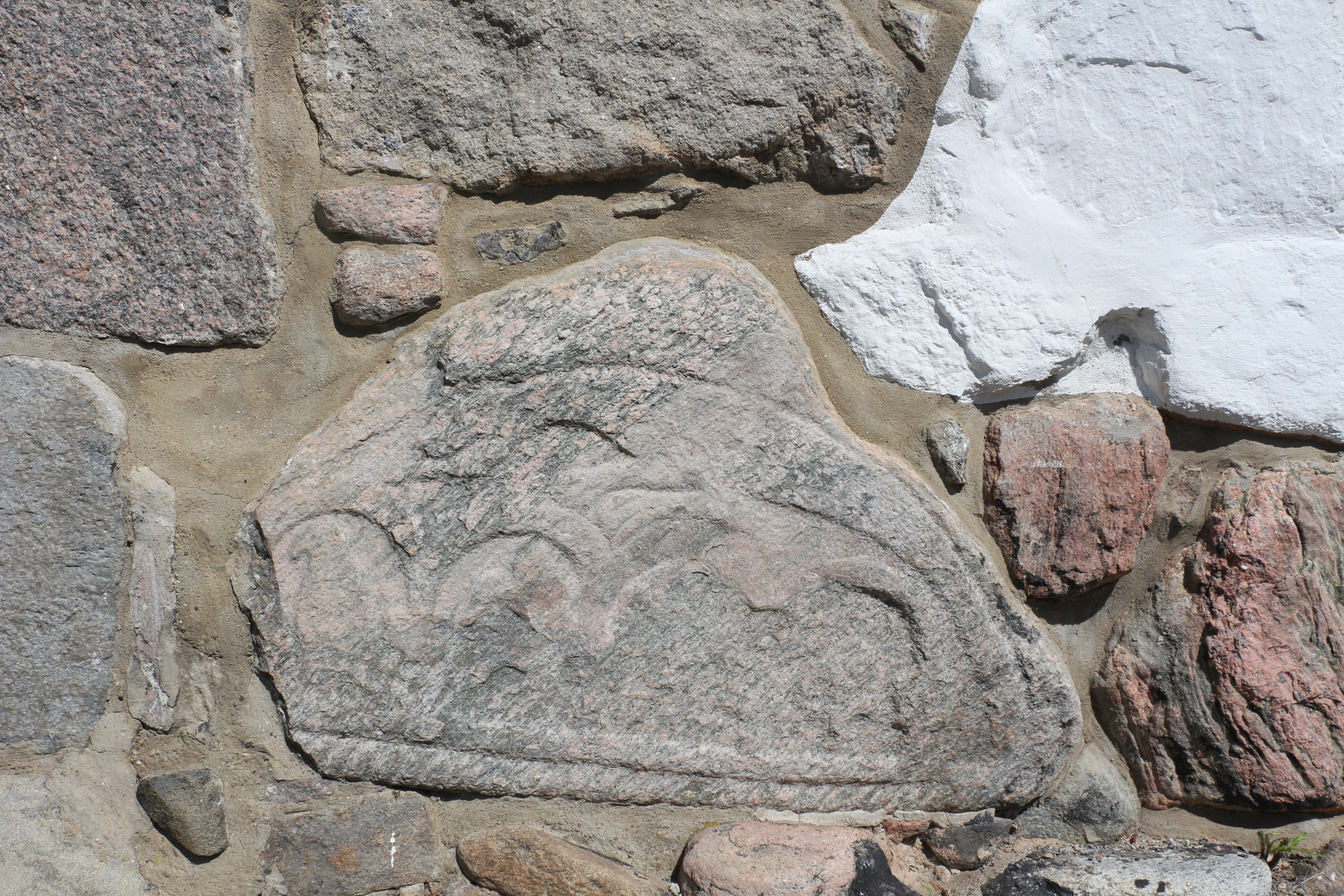
In der Südwand vermauertes Tympanon
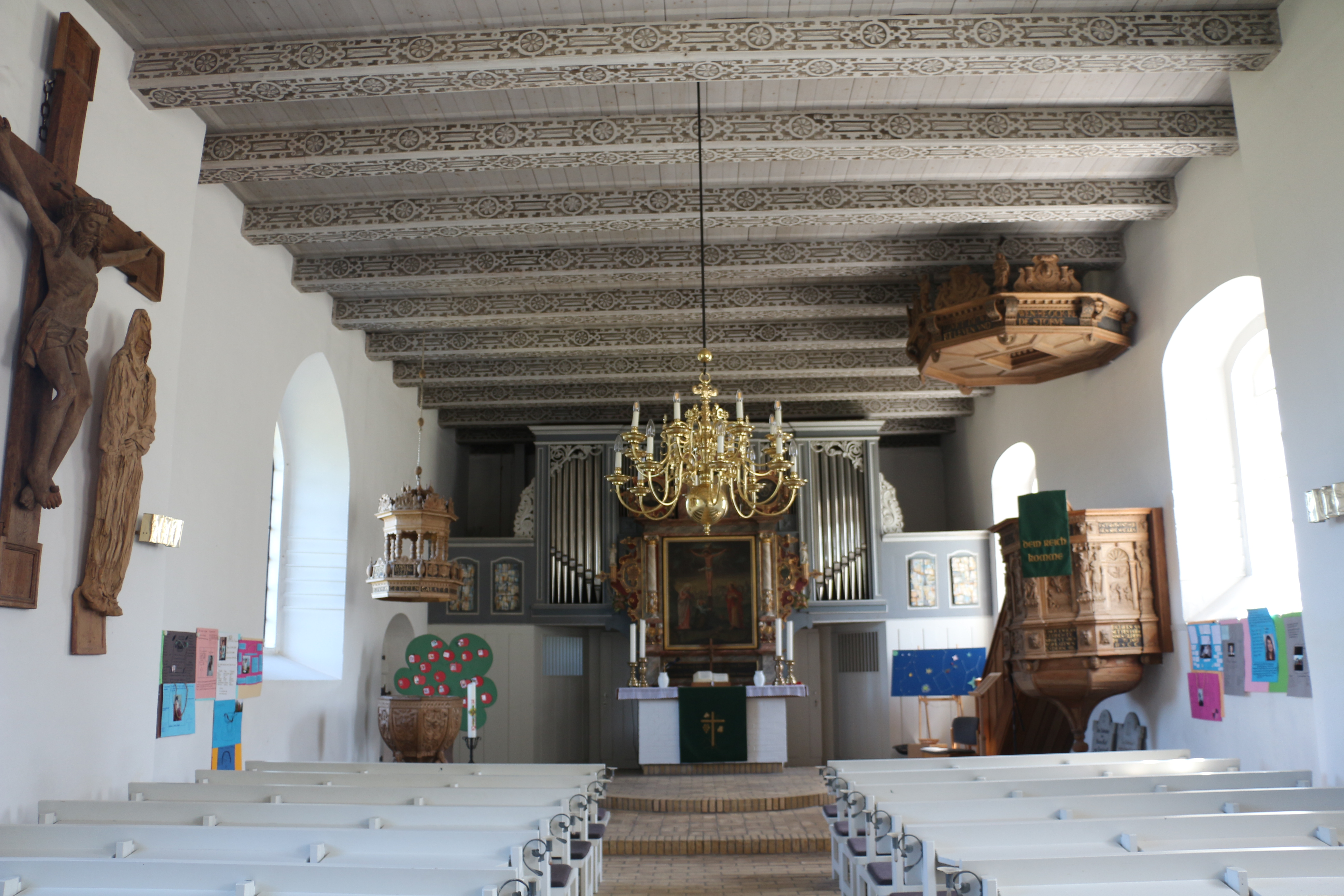
Blick in den Innenraum zum Altar
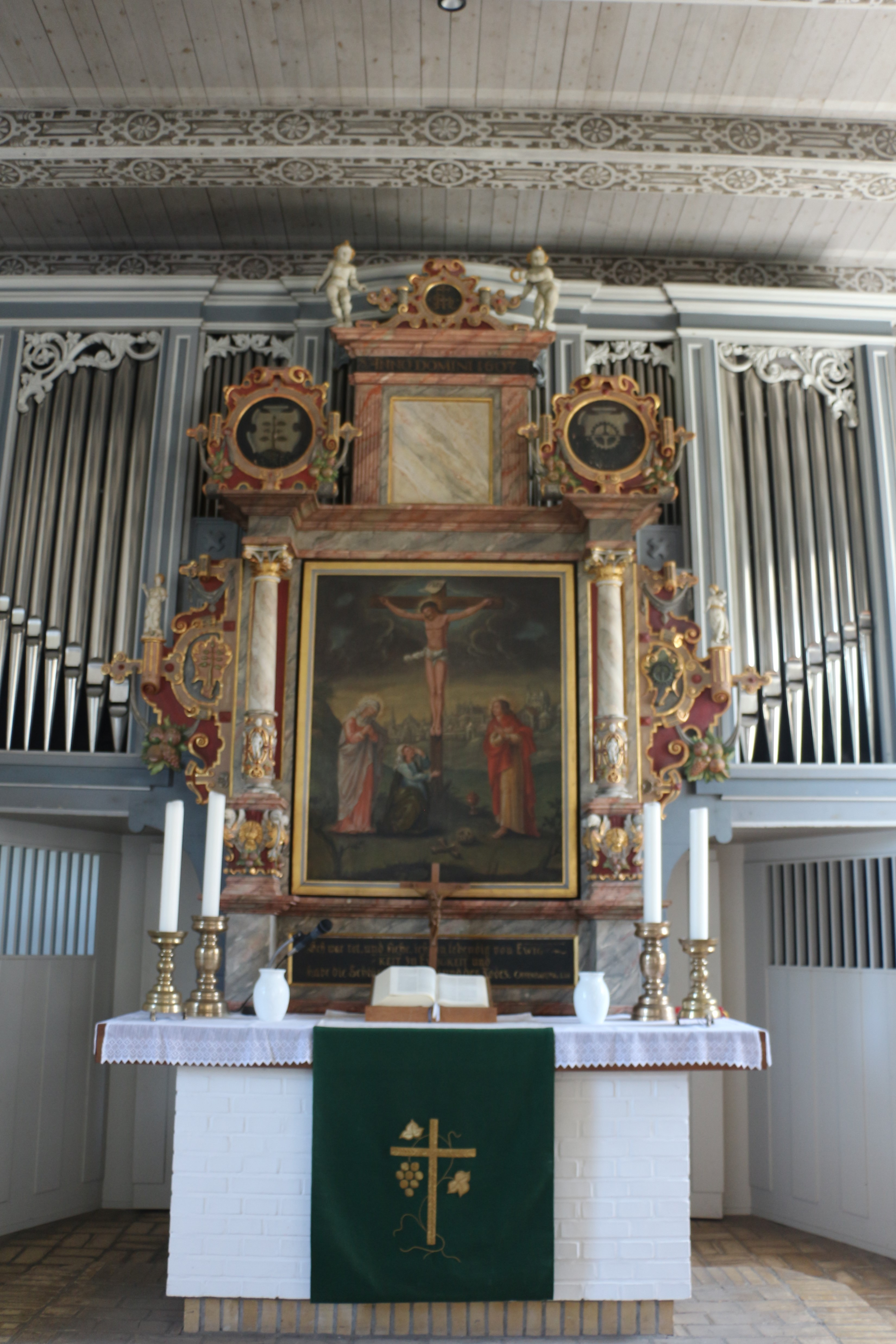
Altar von 1607, dahinter die Orgel